# Jim Tabor
James Reubin Tabor (5 de novembro de 1916 – 22 de agosto de 1953), apelidado de "Rawhide", foi um jogador de beisebol profissional americano que atuou na Major League Baseball como terceira base pelo Boston Red Sox (1938–44) e Philadelphia Phillies (1946–47). Nascido em New Hope, Alabama, rebatia e arremessava como destro. Sua carreira nas grandes ligas foi marcada por inúmeras suspensões e "quebra de regras de treinamento", e um companheiro de equipe, Doc Cramer, alegava que Tabor chegava no estádio ainda "meio bêbado" de suas noitadas pela cidade; os Red Sox contrataram até mesmo detetives particulares para tentar controlar o comportamento de Tabor, mas sem sucesso.Suas últimas temporadas ativas se passaram com o Los Angeles, Sacramento e  Portland na Pacific Coast League até sua aposentadoria em 1952. Tabor morreu de ataque cardíaco em Sacramento, Califórnia, aos 36 anos de idade.

## Destaques
- Rebateu quatro home runs em uma jornada dupla contra o Philadelphia Athletics, acumulando 19 bases e 11 RBIs. Três destes home runs aconteceram no segundo jogo, incluindo o feito histórico de dois grand slams em entradas consecutivas (4 de julho de 1939). Seus 11 RBIs é o recorde da Liga Americana em um único dia.